# La Cuchara, Aquila
La Cuchara är en ort i Mexiko.   Den ligger i kommunen Aquila och delstaten Michoacán de Ocampo, i den södra delen av landet, 500 km väster om huvudstaden Mexico City. La Cuchara ligger 395 meter över havet och antalet invånare är 110.
Terrängen runt La Cuchara är kuperad. Runt La Cuchara är det glesbefolkat, med 8 invånare per kvadratkilometer. Närmaste större samhälle är Aquila, 12,2 km nordväst om La Cuchara. I omgivningarna runt La Cuchara växer huvudsakligen savannskog.